# Millettia le-testui
Millettia le-testui är en ärtväxtart som beskrevs av François Pellegrin. Millettia le-testui ingår i släktet Millettia och familjen ärtväxter. Inga underarter finns listade i Catalogue of Life.